# Leucania februalis
Leucania februalis là một loài bướm đêm trong họ Noctuidae.